# 羊食阿魏
羊食阿魏（学名：Ferula ovina）是伞形科阿魏属的植物。分布于俄罗斯、巴基斯坦、阿富汗、伊朗以及中国大陆的新疆等地，一般生于砾石质山坡上，目前尚未由人工引种栽培。

## 异名
- Ferula microcarpa Korov.